# هاکوب زاروبیان
هاکوب نیکیتایی زاروبیان (ارمنی: Յակով Նիկիտայի Զարոբյանը؛ انگلیسی: Hakob (Yakov) Zarobian؛ زاده ۲۵ سپتامبر ۱۹۰۸ – درگذشته ۱۱ آوریل ۱۹۸۰) یک سیاست‌مدار و فرد نظامی اهل ارمنستان بود. از تاریخ ۲۸ دسامبر ۱۹۶۰ تا تاریخ ۱۵ فوریه ۱۹۶۶، زاروبیان دبیر اول حزب کمونیست ارمنستان (اتحاد شوروی) بود.
در فوریه ۱۹۶۶ در نتیجه راهپیمایی عظیمی که به مناسبت پنجاهمین سالگرد نسل‌کشی ارمنی‌ها در آوریل ۱۹۶۵ در شهر ایروان برگزار شد از سمت دبیری اخراج شد.
وی در آرامستان مرکزی ایروان (توخماخ) به خاک سپرده شد.

## نگارخانه

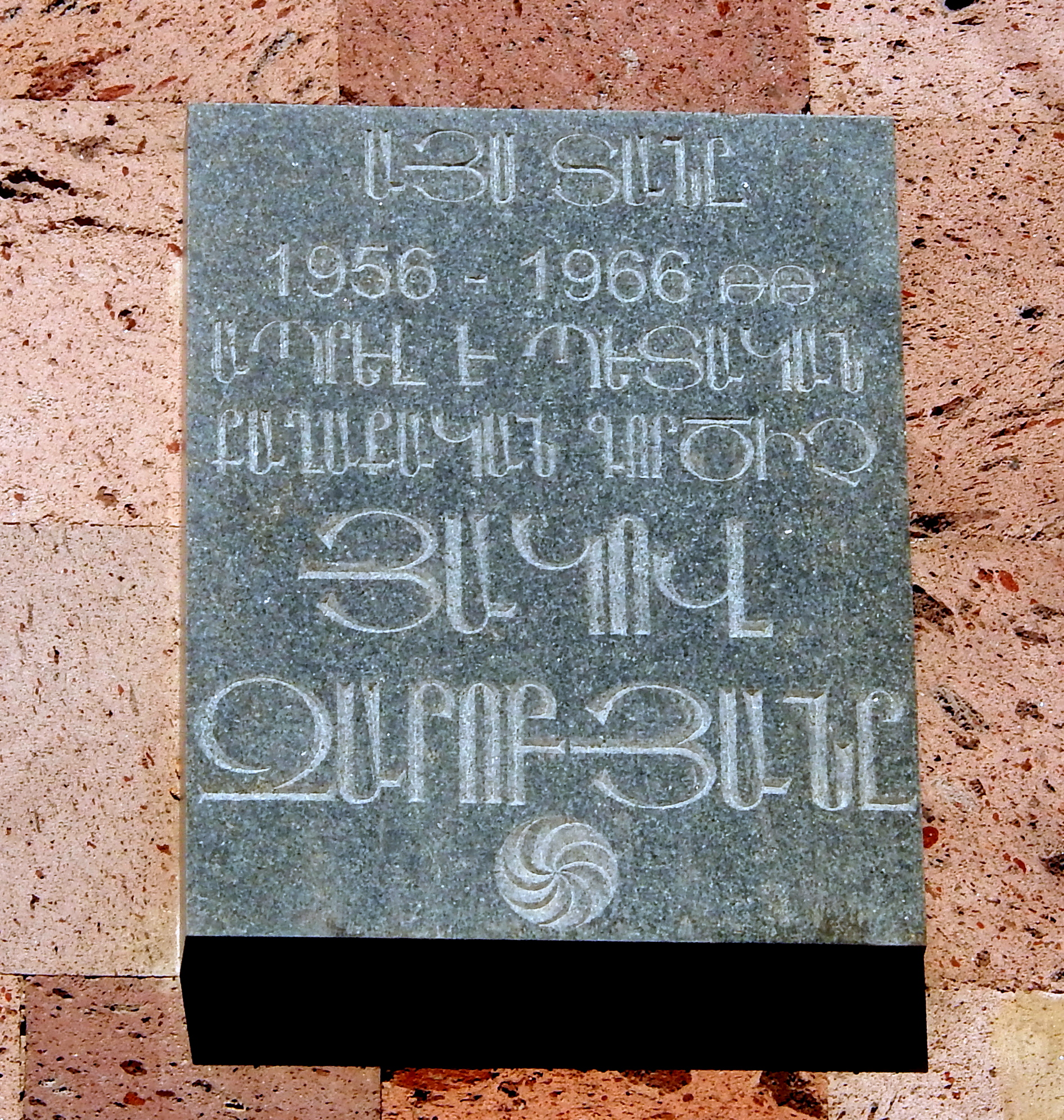